# Église Santi Faustino et Giovita de Viterbe
 (novembre 2024).
L'église Santi Faustino e Giovita est une église catholique romaine de style roman située sur la Piazza San Faustino à Viterbe, au Latium, en Italie. L'église est dédiée aux  martyrs chrétiens, Faustin et Jovita.

## Histoire
Le quartier qui commence à se peupler en 1172 après la destruction de la ville de Ferento  est inclus dans les murs de la ville en 1210. La fontaine ( Fontana di San Faustino ) devant l'église est construite vers 1252. En 1524, le pape cède l'église et le château  aux chevaliers hospitaliers de Rhodes, expulsés de l'île par les Ottomans. L'ordre des chevaliers est hébergé dans la Rocca Albornoz, située  au nord-est de l'église. Le Grand Maître Philippe de Villiers de L'Isle-Adam choisit l'église dédiée au martyr Faustino, pour les fonctions religieuses de l'Ordre. Il apporte à l'église une icône byzantine vénérée de la Madone de Constantinople. En 1527, les Chevaliers quittent Viterbe pour s'installer à Malte, devenant ainsi Chevaliers de Malte.

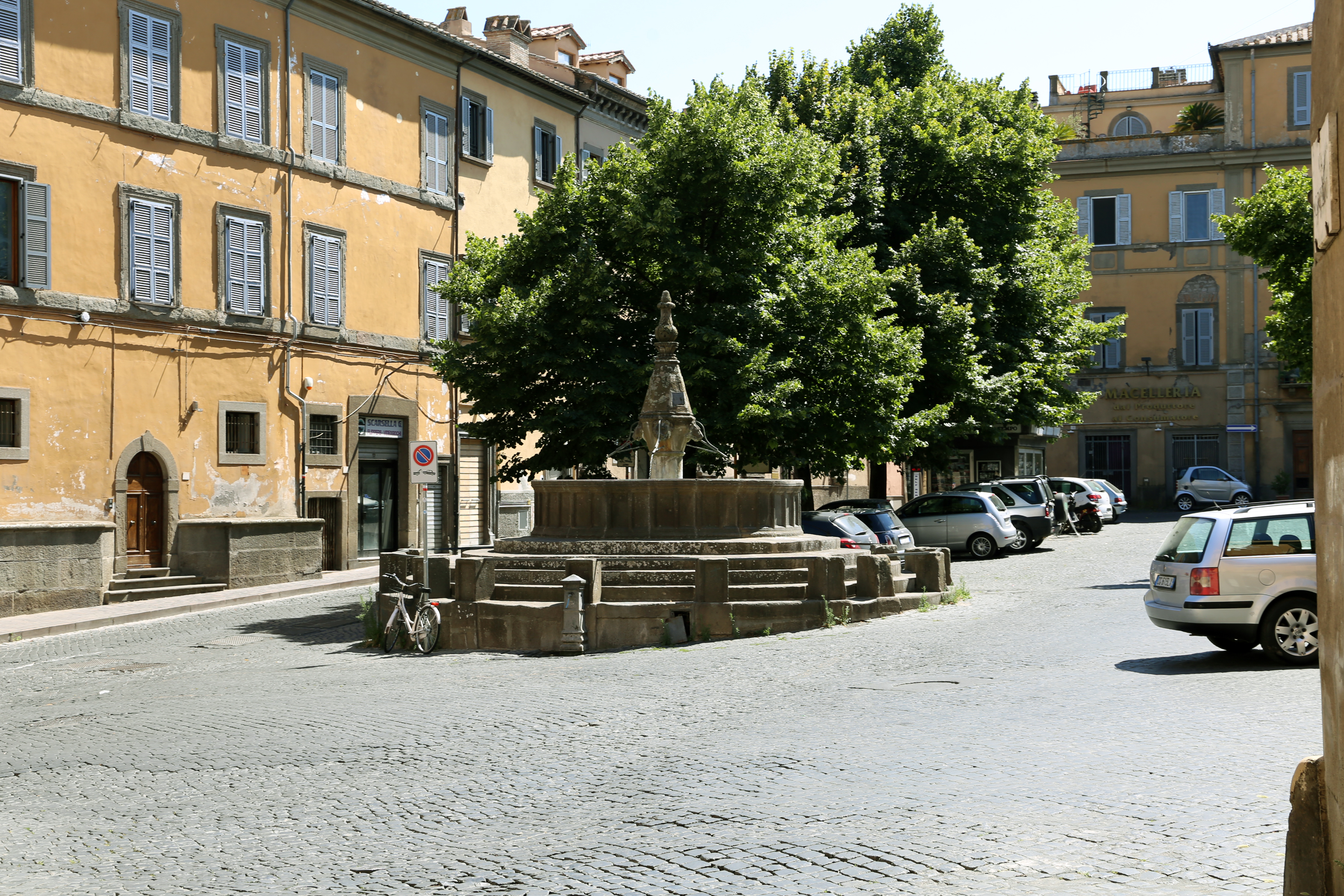
Fontaine de San Faustino.

L'église est reconstruite en 1759, avec un dôme absidal, selon les plans de Giuseppe Antolini. La façade est  partiellement enduite entre des pilastres en pierre de péperin. D'autres rénovations sont réalisées en 1901 et 1909 et entre 1960 et 1962 avec l'apport d'un nouveau sol et un nouveau toit.

## Description

### Extérieur
Le portail central présente un tympan arrondi. À sa gauche, une plaque de marbre avec un encadrement en pierre de péperin de 1654 rappelle la présence de l'Ordre des Chevaliers de Rhodes. Les restes d'un cadran solaire sont visibles sur le mur de gauche. Le campanile carré, surmonté d'un dôme à bulbe, est ajouté en 1594.

### Intérieur
L'intérieur présente des stalles en bois du XVIIIe siècle. Les panneaux en terre cuite de la Via Crucis ont été réalisées en 1965 par Luigi Minciotti. Le premier autel à droite possède une fresque dédiée à la Madonna della Luce et une  du XVe siècle représentant les saints Bernardin de Sienne et Catherine. Le retable est une toile représentant l'Immaculée Conception avec les saints Jean l'Évangéliste et Nicolas de Bari (XVIIe siècle) attribuée à Angelo Pucciatti. Dans une salle de l'ancienne sacristie se trouve une Assomption avec les saints Charles Borromée, Antoine Abbé, Marie Madeleine et François (1640) de Filippo Caparozzi et dans la nef droite du presbytère un retable représentant la Vierge au sépulcre avec l'Ange de la Passion (XVIIIe siècle) de Ludovico Mazzanti. Dans la chapelle Prada se trouve un Massacre des Innocents (1764) de Vincenzo Strigelli auteur également du retable principal représentant le Martyre des saints Faustino et Giovita en prison (1761). Dans l'abside gauche se trouve l'icône de la Vierge de Constantinople. D'autres retables (XVIIIe siècle) représentent Saint Jean de Patmos d'Urbano Romanelli (fils de Giovanni Francesco) et une Décollation de Jean-Baptiste d'Anton Angelo Bonifazi, transférée depuis l'église de San Giovanni Decollato. 

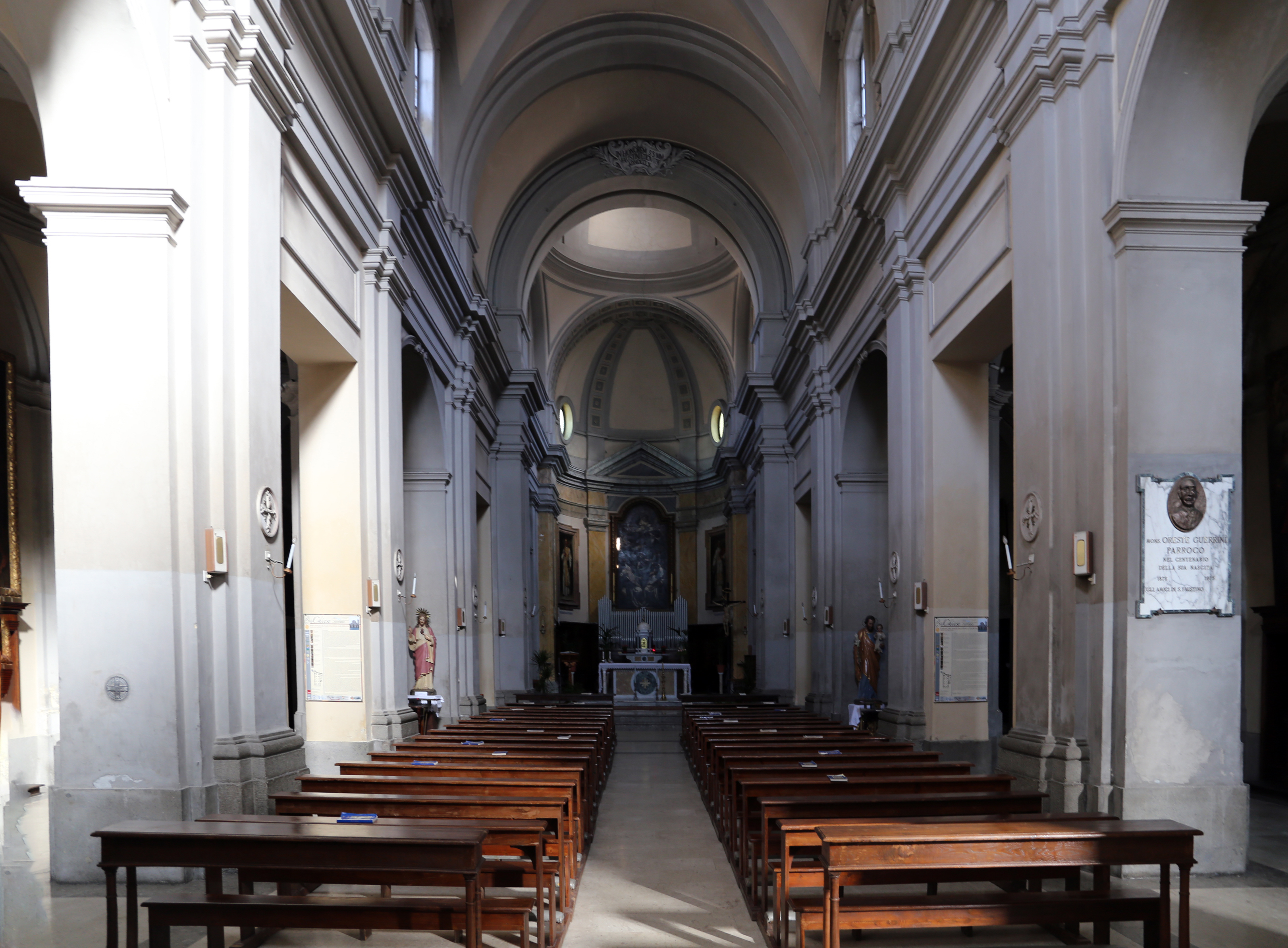
Nef orientée vers le maître-autel et l'abside.